# 김승민 (요리사)
김승민(1971년 ~)은 대한민국의 요리연구가다.

## 방송
- 마스터셰프 코리아 1 (2012) - 우승
- 오프닝 (2012)
- 냉장고를 부탁해 (2019)